# Gnaphalieae
Tribu
Classification phylogénétique
Taxons de rang inférieur
- Gnaphaliinae
- Relhaniinae

Les Gnaphalieae sont une tribu de plantes à fleurs de la famille des Asteraceae et de la sous-famille des Asteroideae. Ce groupe est fortement représenté en Amérique du Sud, en Afrique du Sud et en Australie. Il contient notamment les immortelles et les edelweiss.

## Liste des genres
Selon BioLib (14 novembre 2020) :
- Acanthocladium F. Muell.
- Achyrocline (Less.) DC.
- Acomis F. Muell.
- Actinobole Endl.
- Alatoseta Compton
- Aliella Qaiser & Lack
- Ammobium R. Br. ex Sims
- Amphiglossa DC.
- Anaphalioides (Benth.) Kirp.
- Anaphalis DC.
- Anaxeton Gaertn.
- Ancistrocarphus Gray
- Anemocarpa P.G. Wilson
- Angianthus J.C. Wendl.
- Anisochaeta DC.
- Anisothrix O. Hoffm. ex Kuntze
- Antennaria Gaertn.
- Antithrixia DC.
- Apalochlamys (Cass.) Cass.
- Argentipallium P.G. Wilson
- Argyroglottis Turcz.
- Argyrotegium J.M. Ward & Breitw.
- Arrowsmithia DC.
- Artemisiopsis S. Moore
- Asteridea Lindl.
- Athrixia Ker Gawl.
- Atrichantha Hilliard & B.L. Burtt
- Basedowia E. Pritz.
- Bellida Ewart
- Belloa J. Rémy
- Berroa Beauverd
- Blennospora A. Gray
- Bombycilaena (DC.) Smoljan.
- Bryomorphe Harv.
- Callilepis DC.
- Calocephalus R. Br.
- Calomeria Vent.
- Calotesta P.O. Karis
- Cassinia R. Br.
- Catatia Humbert
- Cephalipterum A. Gray
- Cephalosorus A. Gray
- Chamaepus Wagenitz
- Chevreulia Cass.
- Chiliocephalum Benth.
- Chionolaena DC.
- Chondropyxis D.A. Cooke
- Chrysocephalum Walp.
- Chthonocephalus Steetz
- Cladochaeta DC.
- Comborhiza
- Craspedia G. Forst.
- Cuatrecasasiella H. Rob.
- Cymbolaena Smoljan.
- Decazesia F. Muell.
- Diaperia Nutt.
- Dielitzia P.S. Short
- Disparago Gaertn.
- Dithyrostegia A. Gray
- Dolichothrix Hilliard & B.L. Burtt
- Edmondia Cass.
- Elytropappus Cass.
- Epitriche Turcz.
- Eriochlamys Sond. & F. Muell.
- Erymophyllum Paul G. Wilson
- Euchiton Cass.
- Evacidium Pomel
- Evax Gaertn.
- Ewartia Beauverd
- Ewartiothamnus Anderb.
- Facelis Cass.
- Feldstonia P.S. Short
- Filago L.
- Fitzwillia P.S. Short
- Galeomma Rauschert
- Gamochaeta Wedd.
- Gamochaetopsis Anderb. & Freire
- Gilberta Turcz.
- Gilruthia Ewart
- Gnaphaliothamnus Kirp.
- Gnaphalium L. - Gnaphales
- Gnephosis Cass.
- Gratwickia F. Muell.
- Haeckeria F. Muell.
- Haegiela P.S. Short
- Helichrysopsis Kirp.
- Helichrysum Mill.
- Hesperevax (Gray) Gray
- Homognaphalium Kirp.
- Humeocline Anderb.
- Hyalochlamys A. Gray
- Hyalosperma Steetz
- Hydroidea P.O. Karis
- Ifloga Cass.
- Ixiolaena Benth.
- Ixodia R. Br.
- Jalcophila Dillon & Sagast.
- Lachnospermum Willd.
- Langebergia Anderb.
- Lasiopogon Cass.
- Lawrencella Lindl.
- Leiocarpa P.G. Wilson
- Lemoorea
- Lemooria P.S. Short
- Leontopodium (Pers.) R. Br. ex Cass.
- Lepidostephium Oliv.
- Leptorhynchos Less.
- Leptotriche Turcz.
- Leucochrysum P.G. Wilson
- Leucogenes Beauverd
- Leucophyta R. Br.
- Leysera L.
- Logfia Cass.
- Loricaria Wedd.
- Lucilia Cass.
- Luciliocline Anderb. & Freire
- Macowania Oliv.
- Metalasia R. Br.
- Mexerion G.L. Nesom
- Micropsis DC.
- Micropus L.
- Millotia Cass.
- Mniodes (A. Gray) Benth.
- Myriocephalus Benth.
- Neotysonia Dalla Torre & Harms
- Nestlera
- Odixia Orchard
- Oedera L.
- Oreoleysera Bremer
- Oxylaena Benth. ex Anderb.
- Ozothamnus R. Br.
- Parantennaria Beauverd
- Pentatrichia Klatt
- Petalacte D. Don
- Phacellothrix F. Muell.
- Phaenocoma D. Don
- Phagnalon Cass.
- Philyrophyllum O. Hoffm.
- Pithocarpa Lindl.
- Planea P.O. Karis
- Plecostachys Hilliard & B.L. Burtt
- Pleuropappus F. Muell.
- Podolepis Labill.
- Podotheca Cass.
- Pogonolepis Steetz
- Polycalymma F. Muell. & Sond.
- Pseudognaphalium Kirp.
- Psilocarphus Nutt.
- Psychrophyton Beauverd
- Pterothrix DC.
- Pterygopappus Hook.f.
- Quinetia Cass.
- Quinqueremulus Paul G. Wilson
- Raoulia Hook.f. ex Raoul
- Raouliopsis S.F. Blake
- Relhania L'Her.
- Rhodanthe Lindl.
- Rhynchopsidium DC. & A. DC.
- Rosenia Thunb.
- Rutidosis DC.
- Schoenia Steetz
- Scyphocoronis A. Gray
- Siloxerus Labill.
- Sinoleontopodium Y.L. Chen
- Sondottia P.S. Short
- Stenocline DC.
- Stenophalium Anderb.
- Stoebe L.
- Stuartina Sond.
- Stuckertiella Beauverd
- Stylocline Nutt.
- Syncarpha DC.
- Syncephalum DC.
- Taplinia Lander
- Tenrhynea Hilliard & B.L. Burtt
- Thiseltonia Hemsl.
- Tietkensia P.S. Short
- Toxanthes Turcz.
- Trichanthodium Sond. & F. Muell.
- Trichogyne Less.
- Triptilodiscus Turcz.
- Troglophyton Hilliard & B.L. Burtt
- Vellereophyton Hilliard & B.L. Burtt
- Waitzia J.C. Wendl.
- Xerochrysum Tzvelev